# قبل از اینکه اسم داشته باشد
قبل از اینکه اسم داشته باشد (به انگلیسی: Before It Had a Name) فیلمی محصول سال ۲۰۰۵ و به کارگردانی جادا کولاگرانده است. در این فیلم بازیگرانی همچون ویلم دفو، جادا کولاگرانده، سیمور کاسل، ایزاک دو بانکوله و کلاودیو بوتوسو ایفای نقش کرده‌اند.